# Коррупция в Сербии
По результатам опроса населения Сербии оказалось, что уровень коррупции высок, а доверие общества к ключевым учреждениям остается низким.

## Динамика
Государственные закупки, процессы найма в государственную администрацию, горнодобывающая промышленность и железнодорожные операции - это отрасли, в которых существует серьезная проблема конфликта интересов. Европейская комиссия выразила озабоченность по поводу секторов судебной системы, полиции, здравоохранения и образования Сербии, которые особенно уязвимы для коррупции. В коррупции обвиняется аптечный гигант Galenika oSerbia . Коррупция считается самым проблемным фактором для ведения бизнеса в Сербии, так как её следствием является неэффективная государственная бюрократия.

## Антикоррупционные меры
Несмотря на то, что Сербия добилась прогресса в расследовании дел о коррупции на высоком уровне, антикоррупционные законы применяются слабо. Согласно Барометру глобальной коррупции 2016 года, 22% граждан Сербии, которые контактировали с государственными учреждениями, включенными в исследование (дорожная полиция, общественное здравоохранение, система образования, мировые суды, государственные службы, выдающие официальные документы, отделы, отвечающие за социальное обеспечение), хотя бы раз в прошлом году давал взятку. В Индексе восприятия коррупции Transparency International за 2017 год страна занимает 77-е место из 180 стран. Transparency Serbia на презентации CPI пришла к выводу, что системные меры по предотвращению коррупции не были реализованы, а  меры по борьбе с коррупцией, широко освещаемые в СМИ, не достигли реализации.